# This Time Thru
This Time Thru é o álbum de estreia da banda DeGarmo and Key, lançado em 1978.

## Faixas
1. "Emmanuel" - 3:02
2. "Addey" - 4:10
3. "Only the Meek Survive" - 3:02
4. "Too Far Too Long" - 4:28
5. "Alleyways of Strife" - 3:09
6. "Sleeper" - 2:44
7. "Wayfaring Stranger" - 3:37
8. "In the Days of Thy Youth" - 1:25
9. "Chase the Wind" - 5:18
10. "This Time Thru" - 4:50